# Pacifying the Homeland
Pacifying the Homeland: Intelligence Fusion and Mass Supervision es un libro de 2019 de Brendan McQuade sobre la vigilancia masiva en los Estados Unidos y específicamente los centros de fusión. Publicado a través de University of California Press, McQuade tardó seis años en escribir Pacifying the Homeland. El autor ve los centros de fusión como un medio para pacificar a la población, definida como un medio para «crear y mantener una bolsa de trabajo flexible y una ciudadanía dócil».
El libro examina los centros de fusión, formados para promover la recopilación de inteligencia entre las agencias federales y estatales, los departamentos de policía locales, las empresas privadas y las asociaciones profesionales, no como puntos de contraterrorismo o como fallas como organización, sino como reorganización de las formas estatales, definidas como «condensación[s] institucional[es] de las relaciones sociales». El libro recibió críticas en su mayoría positivas, y un crítico lo comparó con una ducha helada para aquellos acostumbrados a la recopilación de inteligencia en la vida cotidiana. Ganó dos premios de libros.

## Autor, publicación y antecedentes
El gobierno federal de los Estados Unidos estableció el Departamento de Seguridad Nacional (DHS por sus siglas en inglés) y el cargo de Director de Inteligencia Nacional en 2003. Los centros de fusión están bajo los auspicios del DHS. Formados para una mayor recopilación de inteligencia, los centros conectaron agencias federales y estatales con departamentos de policía locales, empresas privadas y asociaciones profesionales. Los centros de fusión se enfocan en el contraterrorismo y las tendencias del crimen, entre otras cosas. Había 79 centros de fusión en los Estados Unidos en 2018. El autor ve los centros de fusión como un medio para pacificar a la población, definida como un medio para «crear y mantener una bolsa de trabajo flexible y una ciudadanía dócil».
En el momento de la publicación del libro, el autor Brendan McQuade era profesor de criminología en la Universidad del Sur de Maine. La University of California Press publicó el libro el 6 de agosto de 2019. Según McQuade, tardó seis años en escribirlo.

## Descripción general
Hay tres secciones en Pacifying the Homeland, cada una de las cuales consta de dos capítulos. En el capítulo uno, McQuade desafía a los académicos que aceptan los centros de fusión como puntos de contraterrorismo o como fracasos como organización. En cambio, McQuade ve la fusión como un reajuste de las formas estatales, definidas como «condensaciones institucionales de relaciones sociales». En el capítulo dos, el autor ubica los centros de fusión al final de una historia de vigilancia policial dirigida por inteligencia (ILP), criminalización y securitización. McQuade observa el cambio de los Estados Unidos de un estado de bienestar herrenvolk a un estado carcelario de trabajo posterior a la industrialización.
Las partes dos y tres constituyen las premisas principales del libro. En el capítulo tres, McQuade examina el Centro de Inteligencia del Estado de Nueva York (NYSIC) y el Centro de Inteligencia de Operaciones Regionales de Nueva Jersey (ROIC) como organizaciones de intercambio de inteligencia que no funcionan según lo previsto. La NYSIC, por ejemplo, compite con cinco Centros de Análisis de Delitos intraestatales en la recopilación de inteligencia en centros de población fuera de la ciudad de Nueva York, mientras que la ROIC tiene el monopolio estatal de la inteligencia dentro de Nueva Jersey. Según el autor, el objetivo principal de NYSIC y ROIC es «abordar focos localizados de desorden social percibido»; en el capítulo cuatro, McQuade examina exactamente cómo el estado aborda este objetivo, incluso a través de ILP, barridas de órdenes y patrullas de saturación.
En el capítulo cinco, el autor se centra en la vigilancia política y en una forma de vigilancia política compatible con los derechos humanos posterior a COINTELPRO. En el capítulo seis, McQuade analiza la economía moral de la pobreza. En el capítulo final del libro, se examina el movimiento para abolir la policía en los Estados Unidos, incluidos We Charge Genocide, BYP100 y el Movement for Black Lives.

## Recepción
En Punishment & Society, Michelle Brown, de la Universidad de Tennessee, calificó el libro como «parte de una ola de estudios policiales críticos muy necesarios que a la vez hacen eco de una era anterior en el estudio de la criminología radical». Corey R. Payne, de la Universidad Johns Hopkins, en el Journal of World-Systems Research, describió el libro como interesante en particular para los analistas de sistemas mundiales debido a su crítica del capitalismo y su metodología compleja, que se basa en otros académicos en el campo. Payne continúa afirmando que McQuade rechaza un análisis simple del ROIC como modelo y el NYSIC como rezagado. En cambio, Payne afirma que el autor permite un análisis variado mediante el cual la verdadera composición de los centros de fusión puede evaluarse como inherentemente competitiva entre los dos estados y descentralizada por diseño.
En el Journal of Criminal Justice Education, Kevin Revier afirmó que «[a] través de una investigación exhaustiva, McQuade ofrece una contribución sustancial a los estudios sobre policía, vigilancia, sociología histórica y justicia social», aunque afirmó que quería más información sobre cómo los individuos McQuade entrevistó potencialmente retuvieron o dieron información. Luego, el revisor pregunta si el investigador fue, en ocasiones, un objeto de vigilancia o un transmisor de inteligencia.
En Crime, Media, Culture, Marnie Ritchie de Pacific Lutheran University examinó el libro en el contexto de BlueLeaks, una fuga de datos de 269 gigabytes publicada por Distributed Denial of Secrets con la mayoría de los documentos en los mismos siendo originarios de centros de fusión. Ritchie llamó a Pacifying the Homeland «necesario para explicar por qué [BlueLeaks] importa». En Contemporary Sociology, Kevin Walby comparó Pacifying the Homeland con una ducha helada para personas aclimatadas a la vigilancia masiva debido a su omnipresencia en la vida diaria. El libro fue finalista del Premio al Libro de la Red de Estudios de Vigilancia en 2020. Ganó el premio al libro de la Sección Marxista de la American Sociological Association, así como un premio al libro de la División de Criminología Crítica y Justicia Social de la American Society of Criminology.